# Pimephales
Pimephales és un gènere de peixos de la família dels ciprínids i de l'ordre dels cipriniformes.

## Taxonomia
- Pimephales notatus (Rafinesque, 1820)
- Pimephales promelas (Rafinesque, 1820)[1]
- Pimephales tenellus (Girard, 1856)[2]
- Pimephales vigilax (Baird & Girard, 1853)[3][4][5]